# Plaza (banda)
Plaza é uma banda portuguesa criada em 2003 e formada por Quico Serrano (ex-teclista nos Salada De Frutas e produtor de "Viagens" de Pedro Abrunhosa), juntamente com  os irmãos Paulo Praça (Turbojunkie, Grace, Comité Caviar) e Simão Praça (Turbojunkie). 
Lançaram o disco "Meeting Point" em 2005. No mesmo ano foram nomeados para um Globo de Ouro na categoria de melhor banda nacional. Também colaboraram num disco de tributo a Scott Walker editado pela Transformadores. Em 2014, editaram o seu segundo albúm de originais, "All Together", produzido pela própria banda numa co-produção com Rick Webster (dos britânicos Unkle Bob). O albúm conta com as participações especiais das Anarchicks e Patrícias SA. 

## Discografia
- Meeting Point   (2004)

1. Drum Machine
2. Easy Date
3. On a Magazine
4. In Fiction
5. (Out)On The Radio
6. Flow
7. July the 1st 1984
8. TrainSpot
9. I'm On Fire
10. Everything's Gotta Be as a Love Song

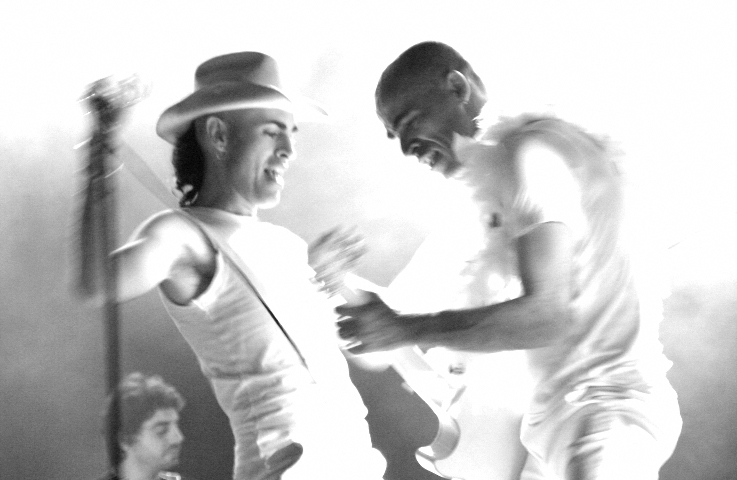
Plaza ao vivo nas Noites Ritual Rock 2005 - foto de J.P. Casainho.

11. Electrical Mind

- All Together (2014)

1. All Together
2. Real Love
3. Submarine
4. High on stereo
5. Let's burn together
6. Electronic sunset
7. Great awakening
8. See yourself
9. Modern world
10. Heartbeatnick
11. Give peace a dance
12. Quick on the fall
13. Fairground